# Xylosma crenatum
Xylosma crenatum är en videväxtart som först beskrevs av Harold St.John, och fick sitt nu gällande namn av Harold St.John. Xylosma crenatum ingår i släktet Xylosma och familjen videväxter. Inga underarter finns listade i Catalogue of Life.